# Objeu
L' objeu est la contraction des termes d’objet et de jeu. Cette expression fut créée par Francis Ponge puis utilisée, dans des emplois variés, par différents auteurs. 

## Littérature

### Francis Ponge
Le soleil placé en abîme commence par la phrase : « Nous avons toujours pu penser du Soleil avoir quelque chose à dire. »
Le « nous » indique une pluralité de « je », de sujets ; l'objeu reprèsente une telle diversité de « je » face à l'objet.

## Psychanalyse
L'expression s'avéra intéressante pour les psychanalystes, du fait de la notion d'objet de la pulsion (l'objet est l'une des quatre caractéristiques de la pulsion) .

### Pierre Fédida
Jeter n'est pas jouer mais l'objeu pourrait être un jeu à objet perdu.

### René Roussillon
Roussillon reprend l'expression en l'appliquant au psychodrame analytique individuel, tant elle lui semble prédestinée. 
- L'objet pulsionnel se prête au jeu, se figure, se travaille et le jeu se fait le lieu de l'élaboration
- Le jeu lui-même se voit investi, et sur ce point Roussillon se montre radical : toutes les personnes bien sûr (meneur de jeu et cothérapeutes) mais aussi des éléments tels que des poupées, coussins, la salle, les horaires, sont susceptibles de se voir investis dans une relation d'objet.